# San Junipero
«San Junipero» es el cuarto episodio de la tercera temporada de la serie de ciencia ficción distópica británica Black Mirror. Dirigido por Owen Harris y escrito por el creador de la serie Charlie Brooker se estrenó el 21 de octubre de 2016, a través de la plataforma Netflix, junto con el resto de capítulos de la temporada.
Ambientado en 1987, en una localidad turística californiana llamada San Junípero, el episodio narra la historia de Yorkie (Mackenzie Davis), una tímida mujer que ve cambiar su vida tras entablar amistad con una extrovertida mujer llamada Kelly (Gugu Mbatha-Raw), con quien mantiene un encuentro sexual que posteriormente deriva en una relación afectiva. La trama desvela que San Junípero es, en realidad, un entorno de realidad virtual habitado por desahuciados y personas ya fallecidas. El rodaje tuvo lugar en Londres y Ciudad del Cabo durante unas pocas semanas. La banda sonora entrelaza canciones de los años 80 con una partitura original de Clint Mansell.
El episodio ha sido aclamado por la crítica universal, con un elogio particular por las actuaciones de Mbatha-Raw y Davis, y por su giro argumental, tono edificante y estilo visual. Tiene calificaciones más altas que los demás episodios de la serie y algunos críticos lo consideran como uno de los mejores episodios de televisión de 2016. Además de varios otros elogios, «San Junipero» ganó dos Premios Primetime Emmy al mejor telefilme y mejor guion para series, películas, o categorías especiales dramáticas.

## Argumento
La historia inicia en una pequeña, fiestera y agradable ciudad costera de California, San Junípero, en el año 1987. Una joven y tímida chica llamada Yorkie (Mackenzie Davis), está de visita en San Junípero por primera vez y de manera curiosa y torpe ingresa en un bar de la ciudad llamado Tucker´s. De repente, Kelly (Gugu Mbatha-Raw), una extrovertida chica, se sienta junto a Yorkie, fingiendo que las dos son amigas para deshacerse de Wes, un chico con quien había tenido un amorío anteriormente. Kelly exhorta a Wes a dejarlas solas debido a que necesita hablar con su amiga que no ve hace mucho tiempo y a quien le quedan pocos meses de vida. Después de deshacerse de Wes, Kelly y Yorkie empiezan a conocerse realmente. Durante la charla, la tensión sexual aumenta cada vez más entre ellas, hasta que Kelly invita a bailar a Yorkie, quien acepta pero, notablemente avergonzada, sale corriendo del bar. Kelly sale detrás de Yorkie y, después de cruzar algunas palabras, le propone tener sexo con ella. Yorkie le responde que está comprometida con un hombre llamado Greg. Esto no detiene a Kelly en sus intenciones, pero Yorkie, aunque evidentemente está interesada, no se atreve a tener sexo con Kelly y finalmente se marcha sola.
La semana siguiente Yorkie se prueba frente al espejo una variedad de trajes típicos de los años 80 antes de volver al bar pero, al no estar convencida de la ropa, termina vistiendo su propio estilo. Ella nuevamente se encuentra con Kelly, que está coqueteando con un hombre nuevo, mientras Yorkie la espera pacientemente hasta que las dos se reúnen en el baño. Yorkie le dice a Kelly que ya está lista, se besan y salen del bar rumbo a la casa de playa de Kelly donde mantienen un encuentro sexual por primera vez. Yorkie desvela que es la primera vez que tiene sexo con alguien y Kelly le cuenta que hace tiempo estuvo casada con un hombre y que es bisexual. La escena termina cuando el reloj de la mesita contigua a la cama marca las doce de la noche.
La semana siguiente Yorkie busca pero no encuentra a Kelly en el bar. Localiza a Wes y, preguntándole por ella, éste le responde que la busque «en otra época». Por tanto Yorkie va a buscar a Kelly a 1980, 1996, y 2002, donde finalmente la encuentra en el mismo bar Tucker's donde se habían conocido semanas antes. Kelly está jugando a Dance Dance Revolution. Kelly se muestra reacia y no quiere hablar con Yorkie. Visiblemente herida, Yorkie abandona Tucker's y Kelly, presa de la frustración, rompe de un puñetazo el espejo del baño, que se recompone instantáneamente. Kelly sale en busca de Yorkie y cuando la encuentra en la azotea de un edificio contiguo le dice que espera que tenga desactivado su sensor de dolor al ver que parecía que iba a saltar al vacío. En ese momento Kelly confiesa que, en realidad, su cuerpo está agonizando, y que solo estuvo con Yorkie por diversión, ya que no quiere mantener ninguna relación seria con nadie en San Junípero. Ambas mujeres acaban pasando la noche juntas, y Kelly le pide a Yorkie conocerla en la vida real. Yorkie inicialmente no está de acuerdo, pero ante la insistencia de Kelly termina cediendo y le indica su ubicación: ella está en un hospital de Santa Rosa, California.
La trama a continuación se desarrolla en el mundo real, posiblemente en el siglo XXI, y la consciencia de las personas fallecidas puede ser cargada y alojada en un sistema de realidad simulada. Las personas allí pueden vivir en una ciudad de fantasía llamada San Junípero, donde pueden ser jóvenes por siempre. Los vivos que están muy enfermos o a punto de morir también pueden acceder a San Junípero por un periodo limitado de cinco horas semanales, que expira cada medianoche de sábado. Kelly (Denise Burse) es una mujer anciana que vive en un centro asistencial aquejada por un cáncer terminal. Ella, ayudada por su enfermera se traslada para visitar en el mundo real a Yorkie, quién es una mujer completamente paralizada que vive gracias al soporte vital al que su cuerpo está conectado. Yorkie había quedado parapléjica tras un accidente sucedido unos 40 años antes, al huir en coche muy afectada tras ser rechazada por sus padres debido a su lesbianismo.
La tecnología para crear San Junípero es relativamente nueva, y ahora ha dado a Yorkie la posibilidad de vivir una vida plena otra vez. Su plan consiste en que se le practique la eutanasia para pasar su vida después de la muerte dentro del sistema de realidad virtual: ese proceso tecnológico se denomina «transición». Debido a las creencias religiosas de su familia, que no desean firmar los documentos que autoricen la desconexión del soporte vital de Yorkie, ésta planea casarse con Greg, su enfermero, para que sea él quien legalmente permita la eutanasia como su familiar más cercano. Tras conocer esto, Kelly consigue que Greg les permita a ella y a Yorkie ingresar a San Junípero fuera del horario permitido; dado que el ingreso al entorno virtual se hace de forma clandestina, la reunión entre las dos mujeres debe ser muy breve: Greg les dice que sólo tienen cinco minutos. Kelly se reúne con Yorkie en San Junípero y le propone matrimonio para que se case con ella en vez de Greg. Yorkie, ilusionada, acepta la petición. Al día siguiente contraen matrimonio en el mundo real, en la habitación donde Yorkie está conectada al soporte vital; horas después Kelly autoriza la eutanasia de Yorkie.
Yorkie está muy feliz de poder completar su «transición» definitiva a San Junípero, pero vive la frustración de que Kelly sólo la pueda visitar cinco horas por semana. Ella le pide a Kelly que haga su transición definitiva a San Junípero, pero Kelly se rehúsa: su plan es morir sin ser cargada a San Junípero, ya que esa fue la decisión que había tomado su esposo, después de 49 años de matrimonio, quien nunca pudo recuperarse de la inesperada y prematura muerte de su hija. Kelly desea hacer lo mismo para honrar la memoria de su marido. Yorkie trata de persuadirla, pero Kelly, enfadada, conduce a toda velocidad e intencionadamente choca su coche y sale despedida fuera del vehículo. Aunque Yorkie llega hasta el lugar del accidente, el tiempo semanal de Kelly se agota en el instante en que va a auxiliarla, y su cuerpo se desvanece.
El tiempo pasa y la salud de Kelly en el mundo real empeora. Finalmente Kelly, al ver que su tiempo se agota, cambia de opinión y opta por vivir junto a Yorkie en San Junípero para siempre. Una vez fallecida, su cuerpo del mundo real es sepultado junto al de su hija y su esposo. La escena final muestra a Kelly reencontrándose con Yorkie en San Junipero; ambas suben a un Mazda Miata MX-5 de 1989 donde se besan y conducen hacia el horizonte.  En los créditos finales se ven varios brazos robóticos en una habitación repleta de servidores, propiedad de una empresa conocida como TCKR Systems, que es la encargada de instalar las conciencias de quienes viven en San Junípero.

## Reparto
- Gugu Mbatha-Raw como Kelly Booth joven
- Mackenzie Davis como Yorkie joven
- Denise Burse como Kelly Booth anciana
- Raymond McAnally como Greg (enfermero de Yorkie)
- Gavin Stenhouse como Wes (visitante de San Junípero, interesado sentimentalmente en Kelly)
- Cheryl Anderson como Laura (enfermera de Kelly)
- Jackson Bews como Harvey (cliente de Tucker's)
- Annabel Davis como Yorkie anciana
- Billy Griffin Jr. como Davis (cliente de Tucker's, apasionado de los videojuegos)
- Paul Lawrence Kitson como el barman de Tucker's
- Jeff Mash como el médico de Yorkie

## Producción
"San Junipero" es el cuarto episodio de la tercera temporada de Black Mirror; los seis episodios de esta serie se lanzaron simultáneamente en Netflix el 21 de octubre de 2016. Mientras que las temporadas uno y dos de Black Mirror se mostraron en Channel 4 en el Reino Unido, Netflix encargó la serie para 12 episodios (divididos en dos series de seis episodios) en septiembre de 2015 con una oferta de $40 millones, y en marzo de 2016, Netflix superó la oferta de Channel 4 por el derecho a distribuir la tercera temporada en el Reino Unido. Debido a su traslado a Netflix, el programa tuvo un presupuesto mayor que en temporadas anteriores y un orden de episodios más grande que permitió que el programa varíe su género y tono más que las temporadas anteriores. Junto al episodio de la serie tres "Nosedive", "San Junipero" se mostró por primera vez en 2016 antes de su lanzamiento de Netflix en el Festival Internacional de Cine de Toronto.

### Concepto y guion
"San Junipero" fue el primer guion producido para la tercera temporada, escrito por Charlie Brooker como una «decisión consciente de cambiar la serie». El espectáculo se centró previamente en los efectos negativos de la tecnología; este episodio sirvió como prueba de que los episodios edificantes de Black Mirror son posibles.
Brooker inicialmente imaginó un episodio en el que la tecnología se utiliza para investigar si existe una vida después de la muerte, pero luego se inspiró en la terapia de nostalgia para las personas mayores. Brooker y Jones reconocieron que habían establecido el concepto de conciencia virtual a través del episodio de "White Christmas" y que tenían más potencial para explorar en este sentido. Uno de los conceptos originales de Brooker se basó en el episodio "Be Right Back", donde las personalidades de las personas fallecidas se cargarían en entidades artificiales en un parque temático que los familiares podrían visitar, pero tuvieron que desechar esta idea con la transmisión de Westworld en 2016, que usó los conceptos de androides corriendo en un parque temático. Luego recordó una serie de la BBC de 2010 llamada The Young Ones, donde tenían celebridades mayores que viven en una casa decorada a la manera del día de su popularidad, y la mayoría de las celebridades se encuentran rejuvenecidas por el escenario. Habiendo pensado repetidamente en escribir un episodio establecido en el pasado, Brooker escribió "San Junipero" como un episodio de la época.
Brooker ha dicho que escribió el guion del episodio en cuatro días. En el borrador inicial, la historia de amor era sobre una pareja heterosexual, pero Brooker la cambió para darle una resonancia extra al episodio, ya que el matrimonio entre personas del mismo sexo no era legal en 1987. Dice que tener un giro hace que el proceso de escritura sea más fácil como «cuando sabes que el 85 por ciento de lo que está sucediendo no puedes revelarlo hasta más adelante, en realidad reduce tus opciones de forma útil». Un borrador del episodio contenía una escena en la que Kelly visita un jardín de infantes en San Junipero, lleno de niños que habían muerto, pero fue retirado porque «era una nota demasiado triste y conmovedora para tocar en esa historia». Brooker eligió el escenario de California, un lugar en Estados Unidos en lugar de Gran Bretaña, como una forma de «cambiar» las ideas preconcebidas de Black Mirror. Un crítico señaló que todos los personajes de "San Junipero" son estadounidenses.
El episodio fue originalmente escrito para tener un final infeliz. Brooker le dijo a The Daily Beast que en el tratamiento duro, el episodio terminó con la escena en la que Kelly y Yorkie se reunieron en el hospital, pero «cuando me senté a escribirlo, lo estaba disfrutando tanto que pensé: No, ¡voy a seguir!». Tuvo una idea para el final «donde los viste en un montón de épocas diferentes», como en la década de 1920. Tras el lanzamiento del episodio, a Brooker se le preguntó acerca de una publicación de Reddit que especulaba que Kelly es simulada para el beneficio de Yorkie, en lugar de estar allí; él respondió «¡Mal! Están juntas», y comentó que «[tienen] el final más feliz que se pueda imaginar [...] no es un gran sándwich de arco iris, pero lo que parece estar sucediendo allí, está sucediendo allí». El final también se produjo cuando Brooker, mientras escribía el guion, escuchó "Heaven is a Place on Earth" en una lista de reproducción de streaming, y reconoció la necesidad de licenciar la canción para el episodio. Después de escuchar la canción y las letras varias veces, llegó a la toma final, de mostrar un banco de servidores de computadoras con luces parpadeantes, dando un peso literal a «El cielo es un lugar en la Tierra».

### Ambientación y música
La ambientación del club nocturno incluía juegos de arcade, que Brooker se interesó en elegir ya que fue adolescente durante la década de los 80 del sigloXX y ha trabajado como periodista de videojuegos. El director Owen Harris describió dicha década, como un «período en la vida que fue realmente optimista». Eligió el año 1987 «bastante arbitrariamente» y mencionó «carteles de películas muy específicas» en el guion. Brooker armó una lista de reproducción de música de 1987 en Spotify. Algunas piezas musicales, como "Heaven Is a Place on Earth" de Belinda Carlisle y "Girlfriend in a Coma" de The Smiths, hacen alusión a la vuelta de tuerca de la trama del episodio. Cada canción tuvo que ser licenciada para aproximadamente 15 años en Netflix. Todas las canciones de la lista de reproducción se licenciaron con éxito, excepto una canción de Prince.
"Heaven Is a Place on Earth" se reproduce al principio y al final del episodio, durante los créditos. Brooker la escuchó por primera vez mientras hacía ejercicio, y creyó que sería perfecto para la escena final, admitiendo en una entrevista que habría estado «absolutamente angustiado» si no hubieran podido usarlo. De acuerdo con Brooker, "Girlfriend in a Coma" aparece en el episodio «durante unos cinco segundos», pero cuesta «una cantidad de dinero indignante». La productora ejecutiva Annabel Jones comentó que la inclusión de la canción «fue indulgente, pero al mismo tiempo, fue tan importante que creamos esa era para que se sintiera diferente». La canción "C'est La Vie" de Robbie Nevil fue elegida por Harris, ya que fue uno de los primeros sencillos que compró.
El episodio también contó con una partitura original de Clint Mansell. Harris se acercó a Mansell y basó la banda sonora en las canciones elegidas anteriormente, incluido "Heaven Is a Place on Earth". Él ha dicho que la banda sonora tiene una «calma electrónica» influenciada por las películas de John Hughes y la muerte de su novia un año antes. En diciembre de 2016, Lakeshore Records lanzó la banda sonora para descarga y streaming.

### Reparto y rodaje
Gugu Mbatha-Raw, quien interpreta a Kelly, había oído hablar del programa pero no lo había visto cuando recibió el guion, aunque sí vio el episodio de la segunda temporada "Be Right Back" antes de la filmación. Mbatha-Raw leyó el guion completo tan pronto como lo recibió, en un viaje en autobús desde Oxford Circus a Brixton. Mackenzie Davis, quien interpreta a Yorkie, vio el programa por primera vez con un amigo que lo había pirateado; vieron The National Anthem.
El director del episodio es Owen Harris, quien anteriormente dirigió "Be Right Back", un episodio que describió como «extrañamente similar» a este ya que ambos están «dirigidos por una relación». Según Mbatha-Raw, el episodio se filmó en 14 días durante un período de tres semanas, con rodajes divididos en partes iguales entre Londres, para la mayoría de los planos interiores, y Ciudad del Cabo, Sudáfrica, para la mayoría de las escenas de exteriores como medidas de reducción de costos. Mbatha-Raw dijo que tuvo poco tiempo para ensayar y apenas para la lectura. Harris dijo que Ciudad del Cabo «tiene estos ajustes realmente ricos y hermosos» que le permitieron crear una versión «ligeramente aumentada» de California. Notó que, mientras filmaba el argumento de Kelly y Yorkie en la playa, «una niebla increíble salió del océano», lo que causó dificultades pero dio lugar a «una textura realmente encantadora». Mbatha-Raw dijo que casi todas las escenas fueron filmadas de noche o al atardecer, particularmente las escenas exteriores.

### Edición
El episodio contiene pistas que conducen a la revelación del desenlace. Por ejemplo, la elección de la canción Girlfriend in a Coma y el uso de los juegos de arcade Time Crisis y The House of the Dead aluden a la auténtica realidad del episodio. Más abiertamente, en el episodio, Yorkie tiene un breve destello de un accidente automovilístico mientras ve a alguien jugar un juego de arcade, un elemento que sorprendió a Brooker que no fue captado por los espectadores antes. Un factor considerado durante el proceso de edición fue cuán evidentes deberían ser las sugerencias. Annabel Jones dijo que «puede haber significantes visuales que crees que iban a funcionar y luego no, por lo que necesitas más exposición en la edición». Los ajustes también se hicieron utilizando técnicas de diseño de sonido como efectos de sonido.

## Marketing
Los títulos de los seis episodios que componen la tercera temporada se anunciaron en julio de 2016, junto con la fecha de lanzamiento. Netflix lanzó un tráiler de la tercera temporada, con una amalgama de clips y fragmentos de sonido de los seis episodios, el 7 de octubre de 2016. El clip corto Orange Is the New Black Mirror, lanzado por Netflix en 2017, es un cruce entre este episodio y Orange Is the New Black, con los personajes Poussey y Taystee de este último reunidos en San Junípero.

## Análisis
Los críticos han descrito a San Junipero como una historia de amor altamente optimista, con raíces emocionales y una obra de ciencia ficción. Cuenta con la primera pareja del mismo sexo en Black Mirror. Rebecca Nicholson, de The Guardian, escribió que «te deja creyendo en el poder del amor para combatir el dolor y la soledad». Algunos críticos señalaron que la historia de amor «trasciende la conciencia». El episodio también tiene elementos infelices y ha sido calificado de «agridulce». Evoca la nostalgia de la década de 1980 con su banda sonora y su estilo, y puede considerarse una pieza de época. También plantea preguntas sobre la muerte y el más allá. La crítica de Esquire Emma Dibdin lo llamó un «cuento de hadas moderno».
En el momento de su lanzamiento, se decía que San Junipero era el más diferente de los demás episodios de Black Mirror debido a su tono más optimista. Mat Elfring de GameSpot lo describió como el único episodio con «calidez», y el crítico de Digital Spy Morgan Jeffery lo calificó de «el más optimista y positivo». Zack Handlen de The A.V. Club creía que el tono triste de los episodios anteriores aumenta la efectividad de San Junipero y Jacob Stolworthy de The Independent pensó que era, por consiguiente, el episodio más ambicioso del programa. La crítica de Variety, Sonia Saraiya, señaló que la tecnología se presenta como buena en San Junipero, una rareza en el programa. El crítico de The Atlantic David Sims notó que el episodio sigue al episodio más oscuro de la temporada, Shut Up and Dance.
El episodio subvierte un tropiezo común en la televisión de matar personajes lesbianos: aunque Kelly y Yorkie mueren, tienen un final feliz. Algunos consideraron que sus premios al premio Emmy marcaron un cambio cultural en relación con la representación del lesbianismo, o como prueba de concepto de que las obras relacionadas con los personajes LGBT no tienen que ser trágicas. San Junipero también se ha citado como un ejemplo de iluminación bisexual, en la que el neón rosa y el azul profundo, los colores de la bandera del orgullo bisexual, representan caracteres bisexuales. Amelia Perrin, de Cosmopolitan, criticó que esta y la configuración del club nocturno del episodio refuerzan un estereotipo de bisexualidad como «una 'fase' o algo experimental».
La trama del episodio plantea muchas preguntas filosóficas, incluida la naturaleza de la conciencia y la experiencia y las consecuencias de la existencia simulada digitalmente, aunque estos temas no son el foco del episodio. Los revisores han cuestionado qué significaría San Junípero para los creyentes en una vida después de la muerte y qué pasaría con sus habitantes en caso de fallas técnicas.

## Recepción crítica
El episodio recibió la aclamación de la crítica, y fue denominado uno de los mejores episodios de la serie. En IMDb obtiene una puntuación de 8,8 sobre 10, basándose en 18.572 votos. 15.986 votos de usuarios de FilmAffinity le otorgan al capítulo una puntuación de 7,6 sobre 10. En el momento de su lanzamiento, "San Junipero" fue el episodio más popular de Black Mirror entre los fanes, que se ha atribuido a su presentación emotiva de una historia de amor con un final feliz. Ha sido recibido favorablemente por los críticos, obteniendo una puntuación del 91% en Rotten Tomatoes basado en 22 críticas, con una puntuación media de 8.04 sobre 10.
Natalia Marcos y Eneko Ruiz Jiménez en el artículo «Black Mirror: todos los episodios ordenados de peor a mejor» publicado en el diario El País le otorgan la posición 9 de 23 indicando: «San Junípero es quizás el capítulo más feliz de la historia de Black Mirror, una historia de amor pura con unas gotas de ciencia ficción, con la nostalgia y el envejecimiento en el punto de mira. Pero, aunque tenga sus seguidores (sobre todo gracias a esa carismática pareja formada por Mackenzie Davis y Gugu Mbatha-Raw), sabe a poco para ser un episodio trascendente de la serie. Quizás simplemente tengamos el corazón congelado».
Albertini en el artículo «San Junipero es la cima de la tercera temporada pero Black Mirror tiene episodios aun mejores» publicado en la web EspinOF reseña: «Hay un dato que creo bastante relevante a la hora de hablar de San Junipero: Charlie Brooker quería hacer algo muy distinto con él. Algo que no pareciera un episodio más de Black Mirror. Por eso, y porque está muy bien hecho, esta fábula romántica ambientada en una idílica y nostálgica localidad californiana en los años ochenta destacó por encima del resto. (...) pienso que las alabanzas son exageradas y causada, en parte, por ese frenesí que sentimos hacia todo lo que huela a dicha década. Eso no quita para que no crea que sea un muy buen episodio, uno de los más inspirados, que ha tenido Brooker en toda su vida. Es, sobre todo, un episodio refrescante que no busca tanto la moraleja, a veces demasiado obvia, de 'qué malo es el futuro, las redes sociales son malas, cuidado con tu pantalla' sello de identidad de la serie».
Deo Aguilar en la crítica publicada en Harper's Bazaar califica muy positivamente el episodio destacando: «es importante llegar virgen a San Junípero. Lo es con todos los episodios de Black Mirror, pero sobre todo con esta historia que empieza en 1987 y acaba contigo preguntándote si tú, a pesar de todo, también eligirías ESO. Ahí está el gran truco de Charlie Brooker, su creador: salirse del tono distópico y pesimista habitual de la serie, para mezclar la nostalgia con el amor y ese deseo de vivir para siempre innato en el ser humano».
Paloma Rando, en la reseña sobre el capítulo publicada en Vanity Fair España, resume: «San Junipero es el cielo para los ateos, la posibilidad de vivir otra vida después de la muerte. Es una segunda oportunidad, tanto para Yorkie, a la que la vida en forma de familia castradora y su accidente le impidieron optar si quiera a una primera ronda, como para Kelly, a la que la muerte de su hija y de su marido parecen haber condenado a escarceos sin límite en esta realidad alternativa».
En la prensa internacional la acogida del capítulo ha sido muy positiva. El episodio obtuvo cinco estrellas sobre cinco en el Irish Independent y una A en The A.V. Club. Junto con "Nosedive", Benjamin Lee de The Guardian le dio al episodio cuatro estrellas, mientras que The Telegraph le dio a "San Junipero" tres estrellas. Ha sido descrito por los críticos como uno de los "mejores horas" y uno de los "episodios cinematográficos más hermosos" de 2016, mientras que Paul Tassi de Forbes dijo que Mbatha-Raw y Davis dieron las mejores actuaciones de la tercera serie de Black Mirror.
Mbatha-Raw y Davis también recibieron elogios en críticas negativas. Robbie Collin de The Daily Telegraph criticó el diálogo de los personajes, pero elogió que el final es emocional debido a la "vivacidad y convicción" de Mbatha-Raw. Aubrey Page de Collider revisó que el episodio no es original, pero esto se compensa con el casting perfecto y la emoción de la actuación. Sin embargo, Andrew Wallenstein de Variety criticó a Mbatha-Raw y Davis por su incapacidad de "empacar el golpe emocional" necesario para que el episodio destaque.
Tim Goodman, de The Hollywood Reporter, alabó el «gancho emocional que solo dejaría al corazón más duro sin derramar lágrimas». Adam Chitwood, en su crítica del episodio para Collider, lo describió como el «mejor episodio de la temporada». Mate Fowler, de IGN, de modo parecido describió el episodio como el mejor de la temporada.

### Ranking de episodios deBlack Mirror
"San Junipero" apareció en el ranking de muchos críticos de las 20 entregas de la serie Black Mirror, de mejor a peor.
- 1.º – Ed Power, The Telegraph[69]
- 2.º – Matt Donnelly y Tim Molloy, TheWrap[70]
- 2.º – James Hibberd, Entertainment Weekly[71]
- 4.º – Morgan Jeffery, Digital Spy[35]
- 4.º – Aubrey Page, Collider[64]
- 6.º – Charles Bramesco, Vulture[72]

El episodio también aparece en la clasificación de los críticos de los 19 episodios de la temporada 1 a la 4:
- 2,º – Eric Anthony Glover, Entertainment Tonight[73]
- 3.º – Corey Atad, Esquire[74]
- 3.º – Travis Clark, Business Insider[75]
- 4.º – Steve Greene, Hanh Nguyen y Liz Shannon Miller, IndieWire[76]

En lugar de por calidad, Proma Khosla de Mashable clasificó los 19 episodios por tono, concluyendo que "San Junipero" es el segundo episodio menos pesimista del programa después de "Hang the DJ".
Otros críticos clasificaron los 13 episodios en las primeras tres series de Black Mirror.
- 1.º – Jacob Hall, /Film[78]
- 2.º – Adam David, CNN Philippines[30]
- 3.º – Mat Elfring, GameSpot[39]
- 3.º (de un top 10) – Brendan Doyle, Comingsoon.net[79]
- 9.º – Andrew Wallenstein, Variety[65]

"San Junipero" ha sido descrito como el mejor episodio de la serie tres de  Black Mirror . También ha aparecido en varios rangos en las listas de críticos de la serie tres episodios por calidad.
- 1.º – Paul Tassi, Forbes[63]
- 1.º – Liam Hoofe, Flickering Myth[80]
- 5.º – Jacob Stolworthy y Christopher Hooton, The Independent[41]

### Listas de fin de año
"San Junipero" aparece en muchas listas de críticos acerca de lo mejor de la televisión en 2016.
| - 1.º de 15 – Den of Geek, 25 reviewers - 2.º de 9 – The Guardian, 7 reviewers - 2.º de 20 – Variety, Sonia Saraiya - 3.º de 33 – Vox, Caroline Framke and Todd VanDerWerff - 5.º de 10 – Entertainment Weekly | - 7.º de 25 – IndieWire, Ben Travers, Hanh Nguyen, Liz Shannon Miller - 9.º de 10 – Time, Daniel D'Addario - 9.º de 25 – Paste - 18.º de 20 – Esquire, Emma Dibdin |

Otros críticos revelaron cuales habían sido los mejores episodios en 2016, sin dar un orden. "San Junipero" aparece en las siguientes listas:
| - Top 10 – The Washington Post, Bethanie Butler - Top 10 – The New York Times, 4 reviewers - Top 10 – Cinema Blend, Laura Hurley | - Top 12 – GQ, Scott Meslow - Top 15 – The Hollywood Reporter, Tim Goodman and Daniel Fienberg |

### Premios
En septiembre de 2017 San Junipero fue galardonado con dos premios Emmy: Mejor telefilm y Mejor Guion para una Miniserie o Telefilm dramático.
| Año  | Premio                                        | Categoría                                                                                    | Nominado                                                                                     | Resultado | Ref.   |
| ---- | --------------------------------------------- | -------------------------------------------------------------------------------------------- | -------------------------------------------------------------------------------------------- | --------- | ------ |
| 2017 | Art Directors Guild Awards                    | Excelencia en el diseño de producción para una película para televisión o una serie limitada | Joel Collins, James Foster y Nicholas Palmer (también nominados por "Nosedive" y "Playtest") | Nominada  | [ 87 ] |
| 2017 | BAFTA Television Craft Awards                 | Mejor maquillaje y peluquería                                                                | Tanya Lodge                                                                                  | Ganador   | [ 88 ] |
| 2017 | BAFTA Television Craft Awards                 | Mejor diseño de vestuario                                                                    | Susie Coulthard                                                                              | Ganador   | [ 88 ] |
| 2017 | Cinema Audio Society Awards                   | Logro sobresaliente en mezcla de sonido para películas de televisión y miniseries            | Adrian Bell, Martin Jensen, Philip Clements y Rory de Carteret                               | Nominada  | [ 89 ] |
| 2017 | Diversity in Media Awards                     | Momento de TV del año                                                                        | "San Junipero"                                                                               | Nominada  | [ 90 ] |
| 2017 | GLAAD Media Awards 2017                       | Sobresaliente episodio individual                                                            | "San Junipero"                                                                               | Ganador   | [ 91 ] |
| 2017 | Gold Derby Awards                             | Mejor telefilme                                                                              | "San Junipero"                                                                               | Ganador   | [ 92 ] |
| 2017 | Gold Derby Awards                             | Mejor actriz de reparto en miniserie o telefilme                                             | Gugu Mbatha-Raw                                                                              | Nominada  | [ 92 ] |
| 2017 | Premios IGN                                   | Mejor episodio de televisión                                                                 | "San Junipero"                                                                               | Ganador   | [ 93 ] |
| 2017 | Premios Hugo                                  | Mejor representación dramática                                                               | Charlie Brooker, Owen Harris                                                                 | Nominada  | [ 94 ] |
| 2017 | Online Film and Television Association Awards | Mejor banda sonora                                                                           | "San Junipero"                                                                               | Ganador   | [ 95 ] |
| 2017 | Online Film and Television Association Awards | Mejor producción de diseño                                                                   | "San Junipero"                                                                               | Nominada  | [ 95 ] |
| 2017 | Online Film and Television Association Awards | Mejor diseño de vestuario                                                                    | "San Junipero"                                                                               | Nominada  | [ 95 ] |
| 2017 | Premios Primetime Emmy                        | Primetime Emmy al mejor telefilme                                                            | Charlie Brooker, Annabel Jones y Laurie Borg                                                 | Ganador   | [ 96 ] |
| 2017 | Premios Primetime Emmy                        | Primetime Emmy al mejor guion - Miniserie, telefilme o especial dramático                    | Charlie Brooker                                                                              | Ganador   | [ 96 ] |
| 2018 | Broadcast Awards                              | Mejor drama                                                                                  | "San Junipero"                                                                               | Ganador   | [ 97 ] |